# Payé
El payé  ( paje), es una de las más populares creencias tradicionales del Paraguay. También se lo practica en algunas regiones de  Argentina, como en las provincias de Corrientes, Formosa, Entre Ríos, Misiones, y en Brasil, en los estados de Mato Grosso del Sur y Paraná.
Se trata de un hechizo destinado a lograr un determinado objetivo y que es confeccionado por un curandero según el fin buscado. Este puede ir desde conquistar el corazón de alguien, evitar peligros, que las balas reboten en el cuerpo del que lo posea, hasta felicidad en la vida, suerte en el juego, evitar enfermedades, etc. También existen otros empleados para provocar enfermedades penosas e incurables en los enemigos. Al chamán de la tribu de los guaraníes también se le llama payé.
Comúnmente se los hace con las prendas de la víctima, si son íntimas mejor, y si las usó recientemente y no están lavadas el "payé" es más efectivo. También se utilizan saquitos donde se colocan medallas de santos, y si estas medallas están bendecidas por un sacerdote tienen más fuerza; se les agregan piedras, huesos, estampas, etc. La pluma del cabureí, un ave de rapiña de pequeña talla, similar a la lechuza pero más pequeña, es considerada un elemento muy poderoso para realizar el "payé" y en especial cuando se la utiliza como talismán.
La confianza que los paraguayos creyentes en esta fe, poseen en el "payé" es tan ciega que cuando no dan el resultado esperado, se lo atribuye a defectos en su confección o a que, del otro lado, la persona a la que debía afectar tiene un "Payé" más poderoso.
Por otro lado, la creencia popular afirma que el suelo de la Provincia de Corrientes tiene "payé", ya que atrapa a todo aquel que lo pisa y, por más lejos que se encuentre, siempre sufrirá de añoranzas por esa tierra. De tal manera, por extensión, también se denomina "payé" a este sentimiento, uno de los más importantes del lenguaje correntino. Es el equivalente al vocablo portugués saudade. Como resultado, en el chamamé y la poesía de la zona hay numerosas composiciones que evocan esa nostalgia, añoranza y necesidad de los diferentes roles en la historia como autoridad tradicional. 
- Datos: Q6067723